# Upsala ASS
Upsala ASS, pełna nazwa Upsala Allmänna Schacksällskap – szwedzki klub szachowy z siedzibą w Uppsali, mistrz kraju z 1973 roku.

## Historia
Klub został założony w 1905 roku. W 1971 roku awansował do Division I. W sezonie 1972/1973 zespół uzyskał awans do finału o mistrzostwo Szwecji, w którym pokonał Limhamns SK. Rok później klub spadł z pierwszej ligi, a w 1975 roku ponownie awansował do Division I. W drugiej połowie lat 70. członkiem drużyny był Nils-Gustaf Renman, a w latach 70. i pierwszej połowie lat 80. w klubie grał Börje Jansson. W latach 1980–1981 i 1983 klub awansował do ścisłego finału mistrzostw, jednak nie zdobył tytułu. W 1987 roku zespół zdobył czwarte miejsce w krajowych mistrzostwach.
W sezonie 1987/1988 klub zajął piątą pozycję w nowo powstałej Elitserien, identycznie jak w następnym sezonie. W 1990 roku Upsala ASS spadł z Elitserien, a powrócił do niej rok później. W sezonie 1991/1992 klub zajął czwarte miejsce w Elitserien. Rok później ponownie spadł. W 2007 roku zespół awansował do Elitserien, w której następnie zajął odpowiednio szóste i dwukrotnie siódme miejsce.  W sezonie 2010/2011 zespół spadł z najwyższej ligi szwedzkiej, powrócił do niej na jeden rok w sezonie 2013/2014. W 2017 roku klub ponownie na jeden rok awansował do Elitserien, kończąc sezon 2017/2018 z zerowym dorobkiem punktowym. W 2024 roku klub spadł z Superettan do trzeciej ligi (Division I).